# Las Cruces
Las Cruces is een stad in de Amerikaanse staat New Mexico. Na Albuquerque is het de grootste stad van deze staat. De plaats valt bestuurlijk gezien onder Dona Ana County.

## Geschiedenis
Las Cruces werd gesticht in 1849, kort nadat New Mexico door de Verenigde Staten veroverd werd op Mexico (zie Mexicaans-Amerikaanse Oorlog). De naam betekent "de kruizen" in het Spaans, maar de origine ervan is verder onduidelijk.

## Demografie
Bij de volkstelling in 2000 werd het aantal inwoners vastgesteld op 74.267.
In 2006 is het aantal inwoners door het United States Census Bureau geschat op 86.268, een stijging van 12001 (16.2%). De bevolking is daarna verder gestegen tot 111.385 in 2020.

## Geografie
Volgens het United States Census Bureau beslaat de plaats een oppervlakte van
135,2 km², waarvan 134,9 km² land en 0,3 km² water. Las Cruces ligt op ongeveer 1192 m boven zeeniveau.

## Plaatsen in de nabije omgeving
De onderstaande figuur toont nabijgelegen plaatsen in een straal van 24 km rond Las Cruces.

## Economie

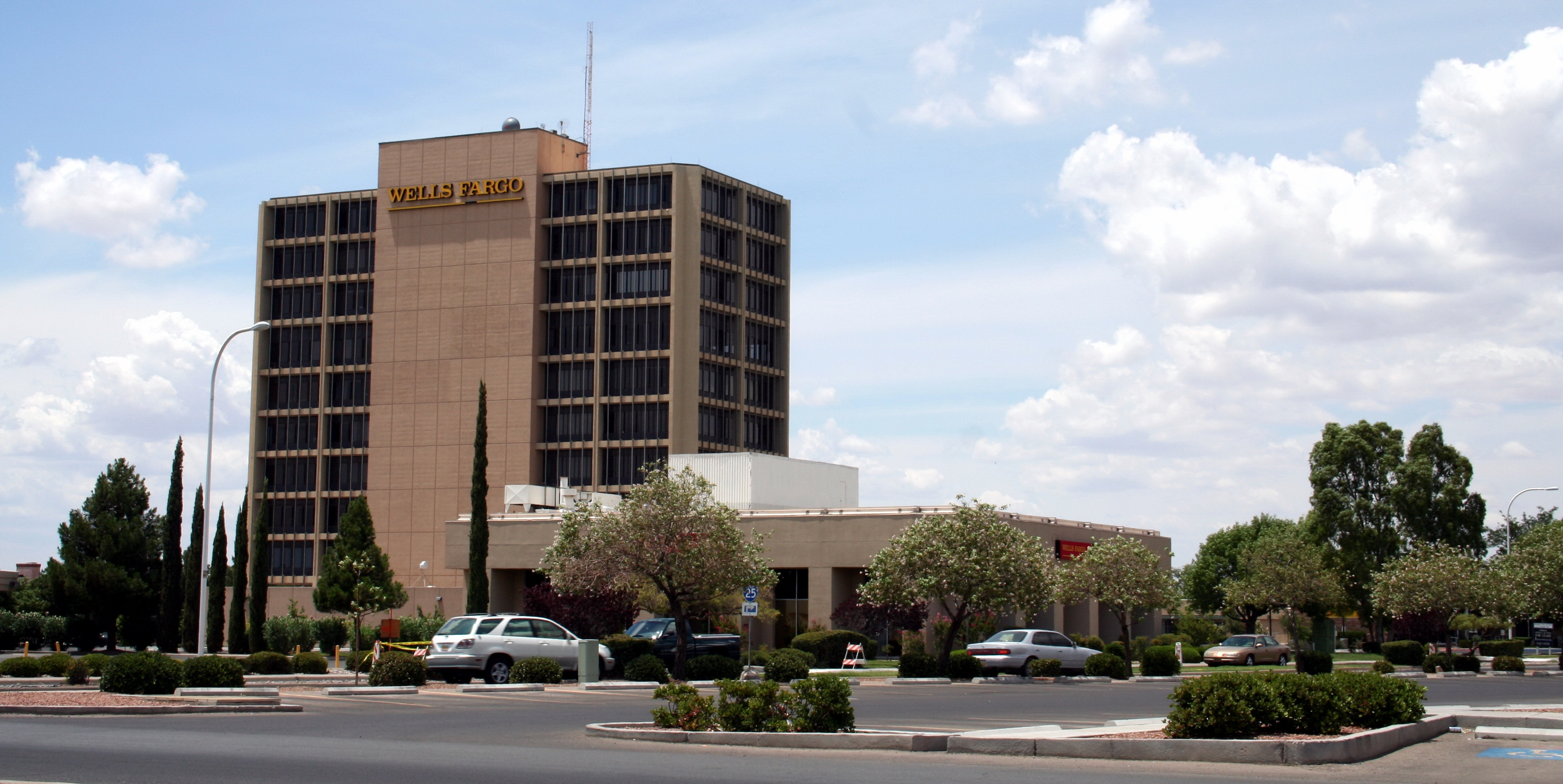
Gebouw van Wells Fargo

Veel mensen in Las Cruces werken voor de nabijgelegen White Sands Test Facility en White Sands Missile Range.

## Onderwijs
De New Mexico State University heeft haar hoofdvestiging in Las Cruces.

## Geboren in Las Cruces
- Bob Duffey (1949), motorcoureur en stuntman
- Warren L. Wagner (1950), botanicus
- Anwar al-Awlaki (1971–2011), radicaal-islamitische imam
- Edgar Castillo (1986), profvoetballer
- Shawnacy Barber (1994-2024), Canadees atleet